# Émilie Caen
Émilie Caen (Parigi, 1º gennaio 1970) è un'attrice e produttrice cinematografica francese.

## Biografia

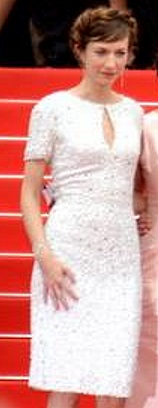
Émilie Caen al Festival di Cannes 2014

Formatasi alla scuola di recitazione Jean Périmony e allo Studio Pygmalion, dopo una lunga carriera teatrale che ha preso l'abbrivio con lo spettacolo Sur la Grante Route di Delphine Lacroix nel 1998, debutta al cinema nel 2004 con il cortometraggio Hautement populaire. In seguito prende parte a numerose produzioni cinematografiche e televisive, tra cui Non sposate le mie figlie!, nel ruolo di Ségolène, ruolo grazie al quale diventa famosa. Emilie Caen ha studiato alla Scuola d'Arte Drammatica Jean Perimony e ha poi debuttato sul palcoscenico nel 1998 nello spettacolo teatrale "Sur la Grante Route" per la regia di Delphine Lacroix.

## Filmografia

### Cinema
- Hautement populaire, regia di Philippe Lubac - cortometraggio (2004)
- Périphérique Blues, regia di Slony Sow - cortometraggio (2007)
- Made in Taïwan, regia di Alexandre Mehring - cortometraggio (2007)
- Jusqu'à toi, regia di Jennifer Devoldere (2008)
- À la lune montante, regia di Annarita Zambrano - cortometraggio (2009)
- J'attendrai, regia di Christelle Raynal - cortometraggio (2009)
- L'Art de séduire, regia di Guy Mazarguil (2011)
- Quasi amici - Intouchables (Intouchables), regia di Olivier Nakache e Éric Toledano (2011)
- La clinica dell'amore (La Clinique de l'amour), regia di Artus de Penguern (2012)
- Cloclo, regia di Florent Emilio Siri (2012)
- Ogres niais, regia di Bernard Blancan - cortometraggio (2013)
- Vive la France, regia di Michaël Youn (2013)
- Les Beaux Jours, regia di Marion Vernoux (2013)
- Non sposate le mie figlie! (Qu'est-ce qu'on a fait au Bon Dieu?), regia di Philippe de Chauveron (2014)
- Je suis Ilan - 24 jours (24 jours), regia di Alexandre Arcady (2014)
- La Fin du dragon, regia di Marina Diaby - cortometraggio (2015)
- L'Insecte, regia di Elsa Blayau - cortometraggio (2016)
- Supermarket, regia di Pierre Dugowson - cortometraggio (2016)
- El Negro, regia di Yannick Privat - cortometraggio (2016)
- Pour la galerie, regia di Philippe Safir - cortometraggio (2017)
- La Finale, regia di Robin Sykes (2018)
- Bonhomme, regia di Marion Vernoux (2018)
- Amanti & tradimenti (Voyez comme on danse), regia di Michel Blanc (2018)
- Tout ce qu'il me reste de la révolution, regia di Judith Davis (2018)
- La prima vacanza non si scorda mai (Premiers vacances), regia di Patrick Cassir (2019)
- Non sposate le mie figlie! 2 (Qu'est-ce qu'on a encore fait au Bon Dieu?), regia di Philippe de Chauveron (2019)
- L'Esprit de famille, regia di Éric Besnard (2020)
- Ducobu 3, regia di Élie Semoun (2020)
- Tout nous sourit, regia di Mélissa Drigeard (2020)
- Riunione di famiglia - Non sposate le mie figlie! 3 (Qu'est-ce qu'on a tous fait au Bon Dieu?), regia di Philippe de Chauveron (2021)
- Tondex-2000, regia di Jean Baptiste Leonetti - cortometraggio (2022)
- Trois fois rien, regia di Nadège Loiseau (2022)
- Ducobu Président!, regia di Élie Semoun (2022)
- Hawaii, regia di Mélissa Drigeard (2023)
- Ducobu passe au vert, regia di Élie Semoun (2024)

### Televisione
- Joséphine, ange gardien - serie TV, ep.10x1, 14x2, 17x2  (2005-2016)
- Sulle tracce del crimine - serie TV, ep.4x12 (2010)
- I delitti del lago - miniserie televisiva (2015)
- Candice Renoir - serie TV, ep.5x9, 5x10 (2017)
- Mamma o papà? - serie TV (2018-)
- Qu'est ce qu'on attend pour être heureux? - serie TV (2018)
- Le Bureau - Sotto copertura - serie TV, ep.5x6, 5x10 (2020)
- César Wagner - serie TV (2020)
- Je l'aime à mentir, regia di Gabriel Julien-Laferrière - serie TV (2021)
- Into the Night - serie TV (2021-)
- Little Murders by Agatha Christie (Les Petits Meurtres d'Agatha Christie) - serie TV (2021)
- Clemenceau, la force d'aimer, regia di Lorraine Lévy - serie TV (2022)
- Les Bracelets rouges - serie TV (2023)
- Mémoire vive, regia di Arnaud Malherbe - miniserie TV (2024)

## Doppiatrici italiane
- Jasmine Laurenti in Non sposate le mie figlie!, Non sposate le mie figlie! 2 , Mamma o papà?
- Selvaggia Quattrini ne I delitti del lago
- Rachele Paolelli in Joséphine, ange gardien (17x2)
- Laura Facchin in Into the Night